# Сражение у Дов-Крика
Сражение у Дов-Крика (англ. Battle of Dove Creek) — сражение между бойцами Конфедерации и индейцами кикапу, которое произошло 8 января 1865 года на территории современного округа Том-Грин в Техасе. Солдаты Конфедерации и техасские ополченцы под командованием капитанов Фоссетта и Тоттена атаковали лагерь мирных кикапу, которые направлялись в сторону Мексики к деревням своих соплеменников, спасаясь от междоусобиц Гражданской войны в США.
Не проведя разведку и не выяснив, какому племени принадлежит индейский лагерь, Фоссетт и Тоттен совершили нападение на селение кикапу. Индейцы быстро пришли в себя и контратаковали американцев, в результате чего те были вынуждены отступить и обратились в бегство. Как считает историк Дэвид Кросби, действия командиров солдат и ополченцев «привели, возможно, к самому противоречивому сражению в анналах Техасско-индейских войн».

## Предыстория
Разразившаяся в Соединённых Штатах Гражданская война оказала огромное влияние на индейские племена, обитавшие на Великих равнинах. Большая часть федеральных войск, размещённых в фортах на Равнинах, была переведена на Восток для борьбы с южанами, и многие аванпосты на Индейской территории были захвачены конфедератами. По мнению историка Стэна Хойга, Индейская территория рассматривалась как Союзом, так и Конфедерацией, обеими воюющими сторонами, в качестве буферной зоны. Коренные народы, таким образом, стали важными фигурами в войне белых людей, а их лояльность оказалась востребованной обеими сторонами.

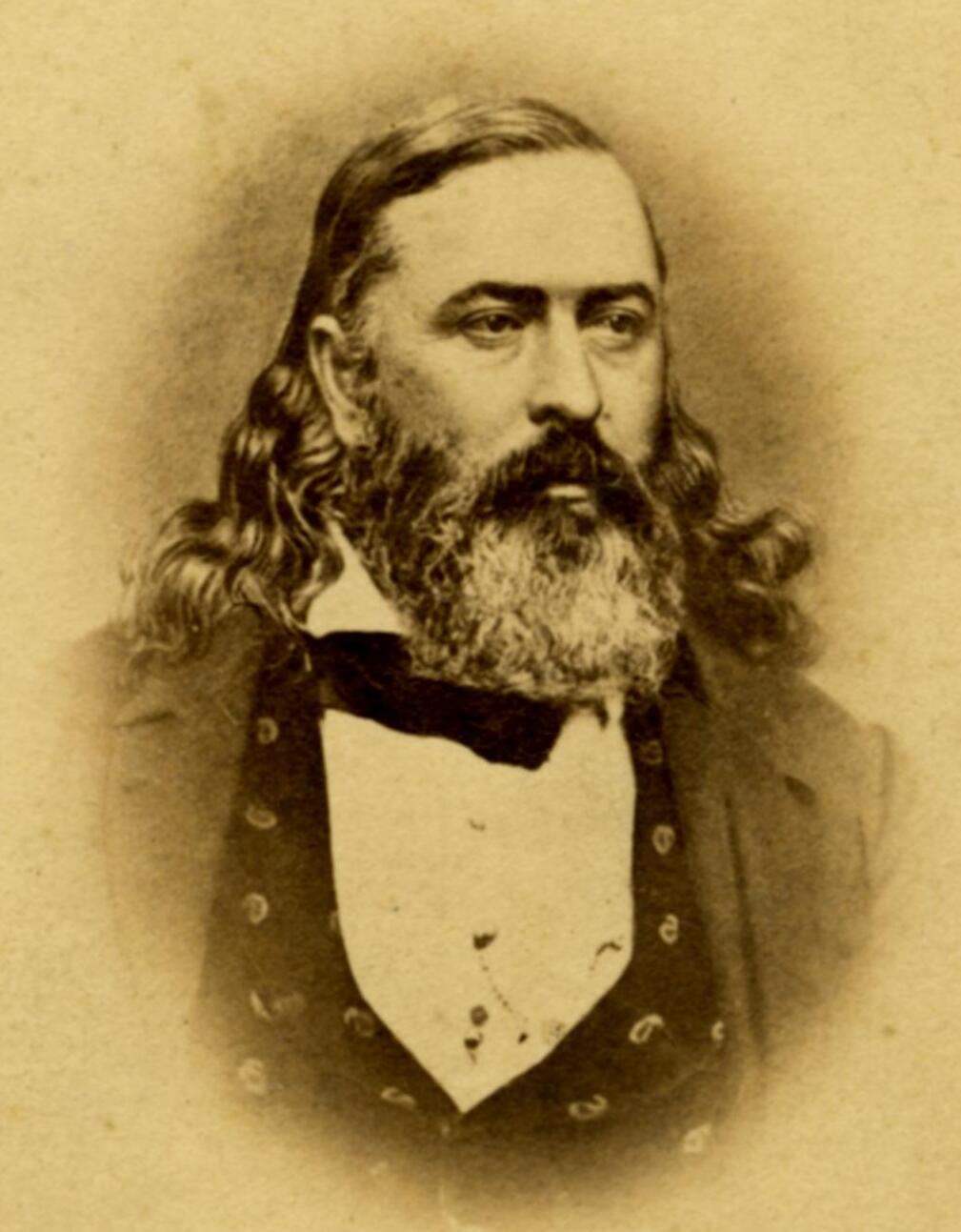
Генерал Альберт Пайк

Весной 1861 года генерал Альберт Пайк был назначен властями КША специальным комиссаром; на него была возложена обязанность привлечь на сторону южан индейские племена Великих равнин. Будучи хорошо осведомлённым о боевых способностях и мужестве воинов-кикапу, он надеялся набрать подразделение среди этого племени для службы в армии южан. Добившись заключения договоров и гарантий военной помощи от чокто, криков, чикасо и семинолов, Пайк отправил гонцов в деревни кикапу, сообщив, что он прибудет в форт Кобб для переговоров с вождями племени. В августе 1861 года лидеры многих племён Великих равнин встретились с комиссаром южан. Из всех представителей индейцев только вожди южных кикапу отказались подписывать соглашение с Конфедерацией. Пайк потребовал от лидеров племени отказаться от своей многолетней вражды с техасцами, но вожди отказались это сделать. Сбитые с толку междоусобной войной белых людей и не желающие стать союзниками ненавистных техасцев, южные кикапу разделились во мнениях, какие шаги им следует предпринять.
В 1862 году часть южных кикапу перешла на сторону северян, заявив, что они «присоединятся к любой стороне, кроме той, где сражаются техасцы». Осенью того же года воины племени вместе с другими индейцами разгромили агентство близ форта Кобб и напали на деревню тонкава. Постоянное давление комиссаров Союза на вождей племени привело к тому, что около 600 кикапу решили отправиться в Северную Мексику, куда они прибыли в конце декабря 1862 года. До этого уже две группы индейцев покинули территорию США и жили в штате Коауила, где мексиканское правительство предоставило им земли. В 1864 году к оставшимся в Соединённых Штатах южным кикапу присоединилась группа их северных соплеменников во главе с вождём Ноковатом, который был недоволен действиями индейского агента Чарльза Кита в канзасской резервации племени. Прибытие сородичей побудило южных кикапу задуматься о переселении в Мексику. Осенью 1864 года объединённая группа отправилась на юго-запад. Занимаясь охотой и заготавливая мясо и шкуры, кикапу к январю 1865 года достигли реки Саут-Кончо, расположенной в центральной части штата Техас.

## Действия конфедератов
7 декабря 1864 года капитан Гиллентайн повёл патруль из 23 техасских ополченцев в поисках враждебных индейцев. Покинув полуразрушенный форт Фантом-Хилл, его разведчики 9 декабря наткнулись на индейскую конную тропу. Капитан проследовал по тропе и обнаружил заброшенный индейский лагерь, который состоял из 92 вигвамов. Гиллентайн подсчитал, что он преследовал группу из 500 индейцев. Находки в лагере также указали на то, что он преследует цивилизованное племя, переселённое с Востока Соединённых Штатов. Отправив солдата Хейли со своим отчётом, Гиллентайн вернулся к патрулированию. Когда он прибыл на берега Пейнт-Крик, чтобы дождаться подкрепления, его разведчики обнаружили ещё больше признаков присутствия индейцев. Капитан решил вернуться в округ Ират и поднять тревогу, поскольку требовалось больше солдат, чтобы вступить в бой с индейцами.

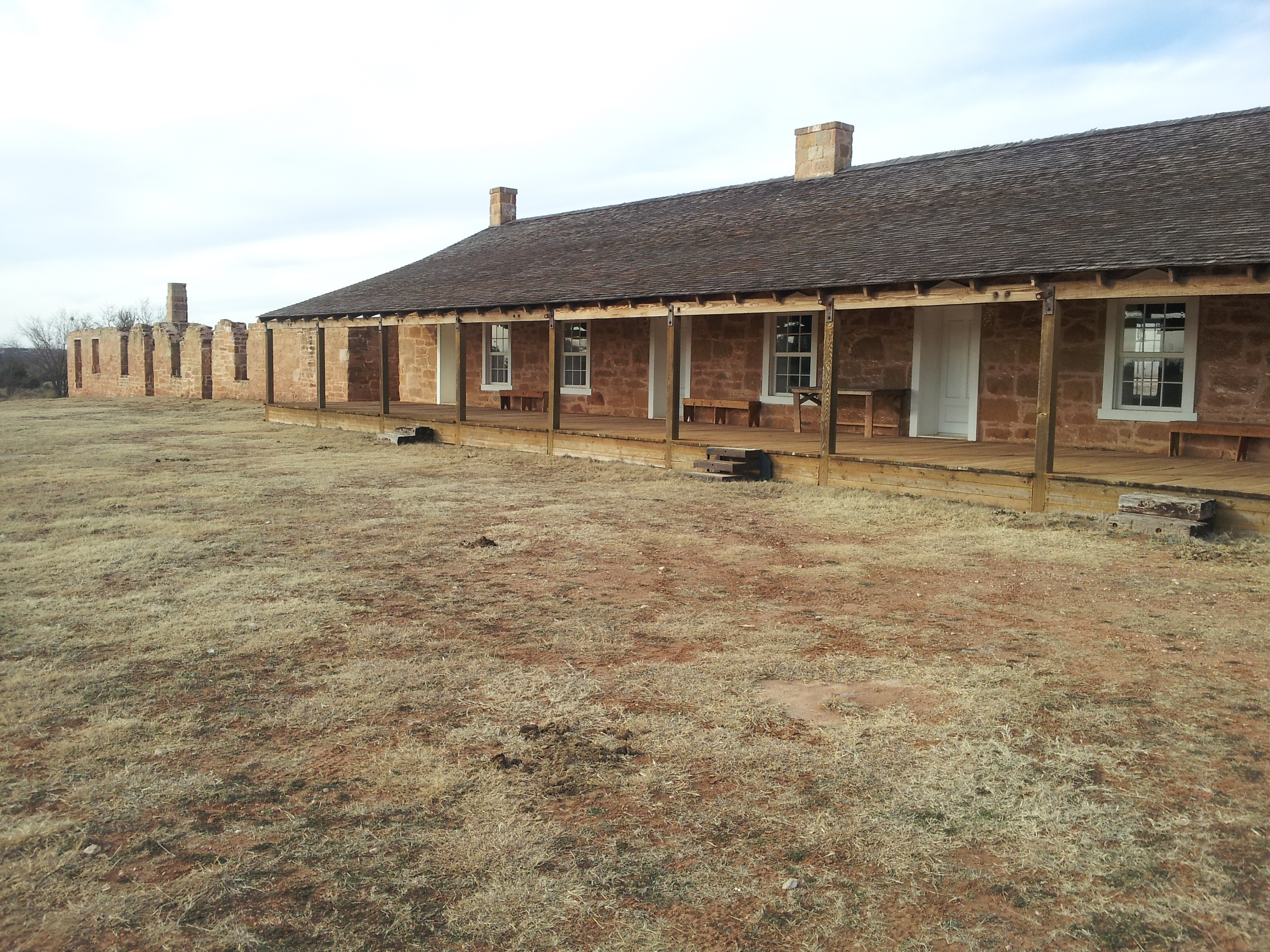
Форт Чадборн. Реконструированные бараки форта

Хейли доставил отчёт Гиллентайна полковнику Леймсу Барри, который приказал капитану Генри Фоссетту возглавить роту регулярных войск Конфедерации и отправиться к форту Чадборн, передав формирующимся подразделениям ополчения приказ встретить его там. Организацией ополчения занялся капитан Сайлас Тоттен, сторонник жёсткой дисциплины, который уволился с действительной службы в войсках КША из-за боевых ранений. Он отдал распоряжение ротам волонтёров собраться в Кэмп-Сэлмон и объединиться в батальон. Тоттен повёл свою роту из округа Боске к месту встречи, прибыв туда к 25 декабря 1864 года, где его уже ожидали четыре роты из округов Ират, Джонсон, Корьелл и Команче. После организации батальона Тоттен провёл совет со своими офицерами. Капитан Фоссетт оставил приказ, предписывающий формирующемуся ополчению встретить его в форте Чадборн, чтобы силы техасцев могли объединиться и координировать свои действия. Во время совещания Тоттен решил проигнорировать приказ Фоссетта и 27 декабря направился со своим батальоном к месту, где Гиллентайн в последний раз видел следы индейцев.
Прождав несколько дней подразделение волонтёров в форте Чадборн, Фоссетт отправился в погоню за индейцами. 8 января войска Конфедерации встретились с ополченцами Тоттена примерно в миле от лагеря кикапу на Дав-Крик. Посовещавшись, Фоссетт и Тоттен разработали план нападения на индейцев. Никто из офицеров не стал выяснять, какому племени принадлежит лагерь и враждебны ли его обитатели по отношению к конфедератам.

## Сражение
Индейский лагерь располагался на южном берегу ручья Дов-Крик. Капитаны решили нанести удар по нему с двух направлений. Атаку начинал Тоттен — его люди должны были спешиться, форсировать Дов-Крик и ворваться в селение с северной стороны; Фосетт взял на себя задачу захватить табун индейских лошадей и затем поддержать атакующих с юга. Ополченцы, измотанные дальним переходом, были вооружены дробовиками и дульнозарядными ружьями. Они должны были захватить лагерь и принять на себя основную тяжесть боя. Тем временем Фоссетт повёл хорошо отдохнувших и отлично вооружённых солдат Конфедерации на мирно пасущийся табун лошадей. Утром 8 января 1865 года конфедераты атаковали селение кикапу.
Фоссетт быстро захватил табун лошадей, который охраняли один воин и двое мальчиков. Мужчина поднял руки и направился к солдатам. Он сказал капитану, что его племя настроено дружелюбно и не хочет воевать. Фоссет приказал расстрелять всех захваченных кикапу. Солдаты застрелили мужчину, но отказались убивать мальчиков. После этого капитан отправил отряд под командованием лейтенанта Брукса на помощь ополченцам.
Кикапу выбрали хорошую оборонительную позицию для своего лагеря. Селение было защищено густым кустарником и дубовой рощей. Два сухих ответвления ручья образовывали естественные стрелковые окопы. Когда люди Тоттена напали на лагерь, их встретил шквальный огонь воинов, большинство которых были вооружены дальнобойными винтовками Энфилд. В первые минуты боя ополченцы потеряли трёх офицеров и 16 рядовых убитыми. Среди людей Тоттена распространилась паника и они стали быстро отступать, а кикапу начали их преследовать. Увидев бегущих ополченцев, Брукс прекратил атаку и ретировался к позиции Фоссетта. Разбив ополченцев, индейцы контратаковали солдат Конфедерации. Фоссетт выстроил своих людей в линию вдоль берега Дов-Крика и стал держать оборону. С приближением темноты он приказал отступать. Во время отступления многие солдаты в панике бросились к своим лошадям, стремясь быстрее покинуть поле боя. Кикапу смогли отбить свой табун лошадей, убив нескольких техасцев и множество ранив. Бежавшие солдаты через три мили присоединились к ополченцам близ Спринг-Крика, где объединённый отряд разбил лагерь на ночь. С наступлением утра люди Фоссетта и Тоттена стали возвращаться домой.

## Последствия
После отступления техасцев, Ноковат, Пекан и Папекуа, ведущие лидеры кикапу, приказали своим соплеменникам поспешно собрать только самое необходимое. Вожди ожидали новой атаки конфедератов и племя было вынуждено оставить большое количество сушёного мяса и выделанных шкур бизонов. Ночью кикапу стремительно покинули свой лагерь и направились к Рио-Гранде.
Общие потери солдат и ополченцев составили 26 убитыми и 60 ранеными. Потери кикапу оказались меньше — 12 человек было убито во время боя и ещё двое позже скончались от ран.
Сражение у Дов-Крика оказалось одним из самых тяжёлых поражений техасцев в войнах с индейцами. Было проведено официальное расследование в отношении действий капитанов Фоссетта и Тоттена. Бригадный генерал конфедератов Джон Дэвид Макаду был назначен специальным следователем во время разбирательства причин катастрофы у Дов-Крика. После окончания расследования он сообщил, что кикапу не совершали грабежей и не хотели воевать с техасцами — они желали лишь добраться до Мексики. Генерал обвинил Фоссетта и Тоттена в том, что «они без какого-либо осмотра лагеря, без какого-либо выяснения, к какому племени принадлежат его обитатели, без какой-либо разведки отдали приказ атаковать индейцев».
Ничем не спровоцированное нападение техасцев в дальнейшем привело лишь к мстительным набегам южных кикапу на территорию штата. Добравшись до своих соплеменников в Северной Мексике, они стали регулярно совершать рейды в Техас, которые продолжались в течение восьми лет.

### Статьи
- Crosby, David F. Kickapoo Counterattack at Dove Creek (англ.) // Wild West. — Vienna, VA: Historynet LLC, 1999. — Vol. 12, iss. 4. — P. 50. — ISSN 1046-4638.